# Ménaka (regio)
Ménaka is een van de regio's van Mali. Er wonen ongeveer 54.000 mensen op een gebied van 81.040 vierkante kilometer. De hoofdstad heet tevens Ménaka.
Ménaka was tot 2012 een cercle in de regio Gao. Pas in 2016 kreeg de regio een gouverneur.
De regio grenst in het oosten en het zuiden aan Niger.
hoofdstedelijk district Bamako · Gao · Kayes · Kidal · Koulikoro · Ménaka · Mopti · Ségou · Sikasso · Taoudénit · Timboektoe